# Mont Février
Le mont Février est un sommet du massif du Jura culminant à 611 m d'altitude. Il est l'un des rares sommets du Jura en Bourgogne.

## Géographie
Le mont Février fait partie du Revermont, il surplombe directement la plaine bressane. Il est situé en plein bois dans la commune de Champagnat, en Saône-et-Loire, à environ 500 m de la limite avec le Jura. Le GR 59 passe par le sommet.

### Géologie
Le sommet est situé au sein d'un anticlinal. Il est lui-même constitué par les calcaires du Bajocien. Sur sa pente ouest, les roches plus schisteuses et marneuses et du Toarcien et de l'Aalénien affleurent, cet affleurement étant interrompu par une faille qui les met en contact avec les calcaires et calcaires marneux du Bathonien. À l'est du sommet, le substrat est recouvert par une formation superficielle d'argiles résiduelles à chailles, où se sont installés plusieurs fermes et hameaux.